# سده ۲۹ (پیش از میلاد)
(سده سیم پ.م. - سده بیست‌ونهم پیش از میلاد مسیح - سده بیست‌وهشتم پ.م. - سده‌های دیگر)
قرن بیست و نهم پیش از میلاد، قرنی بود که از سال ۲۹۰۰ پیش از میلاد تا ۲۸۰۱ پیش از میلاد ادامه یافت.

## رخدادها
- حدود ۲۹۰۰ پیش از میلاد: آغاز دوره اول سلسله‌های اولیه در سومر.[۱]
- حدود ۲۹۰۰ تا ۲۴۰۰ پیش از میلاد: تصویرنگاره‌های سومری به آوانگاره‌ها تکامل یافتند.
- ۲۹۰۰ پیش از میلاد - اولین پادشاهی ماری (سوریه) تأسیس شد.[۲]
- ۲۹۰۰-۲۳۳۴ (پیش از میلاد)؛ جنگهای نخستین دوره دودمانی در میانرودان
- ۲۹۰۰ (پیش از میلاد)-۲۶۰۰ (پیش از میلاد)؛ تندیس نیایشی، از نیایشگاه چهارگوش اشنونا، امروز در موزه عراق در بغداد نگهداری می‌شود.
- ۲۸۹۰ پیش از میلاد - نام‌های زبان اکدی از حدود این دوره زمانی ثبت شده‌اند.[۳]
- ۲۸۸۰ پیش از میلاد: جوانه‌زنی تخمینی درخت پرومتئوس، که پیش از این تصور می‌شد قدیمی‌ترین موجود زنده جهان است تا اینکه در سال ۱۹۶۴ میلادی قطع شد.
- حدود ۲۸۷۴ پیش از میلاد: سال تقویمی ۳۶۵ روزه در مصر باستان با ماه‌های قمری ثابت ۳۰ روزه + ۵ روز آخر سال برقرار شد.[۴]
- ۲۸۶۳ پیش از میلاد: شاهزاده رانب از دودمان دوم مصر، در حدود این سال در تاریخ به دنیا آمد.
- ۲۸۶۰ پیش از میلاد: ساخت آرامگاه سقاره آغاز شد.[۵]
- ۲۸۵۰ (پیش از میلاد)؛ آغاز دوره سه والاجاه و پنج امپراتور در چین
- ۲۸۹۰ (پیش از میلاد)؛ مرگ فرعون قاآو پایان دودمان یکم در مصر باستان
- ۲۸۳۲ (پیش از میلاد)؛ زمان برآورد شده کاشت درخت متوشالح
- ۲۸۷۳ (پیش از میلاد)؛ برپایه گاهشماری و باورهای یهودی خدا خنوخ را بُرد!
- ۲۸۹۷ (پیش از میلاد)؛ برخورد یک ستاره دنباله‌دار با زمین جایی میان آفریقا و قطب جنوب که همراه با خورشیدگرفتگی ۱۰ مه بود و زاینده اسطوره‌ای.
- اور یکی از توانمندترین شهرهای سومر گردید.

## چهره‌های برجسته
- لمخ پسر متوشالح(برپایه گاهشمار یهودی)
- فو هسی امپراتور افسانه‌ای چین.